# Laives, Saône-et-Loire
Laives este o comună în departamentul Saône-et-Loire, Franța. În 2009 avea o populație de 997 de locuitori.

## Evoluția populației
| An        | 1975 | 1982 | 1990 | 1999 | 2006 | 2009 |
| --------- | ---- | ---- | ---- | ---- | ---- | ---- |
| Populație | 644  | 684  | 771  | 901  | 997  | 997  |